# Nephrotoma chapini chapini
Nephrotoma chapini chapini is een tweevleugelige uit de familie langpootmuggen (Tipulidae). De soort komt voor in het Afrotropisch gebied.